# Лисбон (Охајо)
Лисбон (енгл. Lisbon) град је у америчкој савезној држави Охајо.

## Демографија
По попису из 2010. године број становника је 2.821, што је 33 (1,2%) становника више него 2000. године.
| Група             | 2000.         | 2010.         |
| Белци             | 2.711 (97,2%) | 2.727 (96,7%) |
| Афроамериканци    | 25 (0,9%)     | 32 (1,1%)     |
| Азијати           | 6 (0,2%)      | 5 (0,2%)      |
| Хиспаноамериканци | 17 (0,6%)     | 33 (1,2%)     |
| Укупно            | 2.788         | 2.821         |